# Лайхтман, Давид Львович
Давид Львович Лайхтман (25 ноября 1914 — 2 декабря 2004) — советский физик-метеоролог, доктор физико-математических наук, профессор, специалист в области физики пограничного слоя атмосферы, разработавший модель замкнутой системы дифференциальных уравнений гидродинамики пограничного слоя, широко применяющейся в решении ряда проблем прикладной метеорологии. 

## Карьера
Приступил к научной работе в качестве аэролога, работал в Главной геофизической обсерватории под руководством П. А. Молчанова, которого считал своим учителем. Участник Великой Отечественной войны, инженер-капитан, награждён орденом Красной Звезды (1943), медалями.
В качестве аэролога участвовал в нескольких высокоширотных воздушных экспедициях: Север-7 (1955 год), Север-8 (1956 год), организатор и научный руководитель ряда крупных экспедиций и натурных метеорологических экспериментов. Ведущий сотрудник Главной геофизической обсерватории, Ленинградского филиала Института океанологии АН СССР, аэролог, специалист в области теории турбулентного переноса в пограничном слое атмосферы, рассеяния примесей в атмосфере, взаимодействия атмосферы и океана, создатель своей научной школы в области теоретической метеорологии.
При активном содействии Д. Л. Лайхтмана в Ленинградском дворце пионеров был организован кружок «юных метеорологов», которым он с большим удовольствием руководил. Приобретенные навыки в преподавательской работе он позднее с успехом применял, обучая студентов в Ленинградском гидрометеорологическом институте, в котором заведовал кафедрой теоретической физики атмосферы.

## Избранные труды
- Лайхтман Д. Л., Чудновский А. Ф. Физика приземного слоя атмосферы.  Л.—М.: Гостехиздат.— 1949.— 260 с.
- Гандин Л. С., Лайхтман Д. Л., Матвеев Л. Т., Юдин М. И. Основы динамической метеорологии. Л.: Гидрометеоиздат.— 1955.— 650 с.
- Лайхтман Д. Л. Физика пограничного слоя атмосферы.  Л.: Гидрометеоиздат.— 1961.— 254 с.
- Гандин Л. С., Лайхтман Д. Л. (Редакторы.) Задачник по динамической метеорологии. (Издание второе) Л.: Гидрометеоиздат.— 1967.— 220 с.
- Лайхтман Д. Л. Физика пограничного слоя атмосферы. (Издание второе, переработанное и дополненное) Л.: Гидрометеоиздат.— 1970.— 342 с.
- Лайхтман Д. Л., Гисина  Ф. А., Мельникова И. И., Палагин  Э. Г., Подольская  Э. Л., Радикевич  В. М., Юргенсон А. П.  (Под редакцией Д. Л. Лайхтмана) Динамическая метеорология. Л.: Гидрометеоиздат.— 1976.— 608 с.
- Лайхтман Д. Л., Палагин  Э. Г. Анализ размерностей в задачах динамической метеорологии. (Учебное пособие). Ленинградский политехнический институт.— 1976.— 58 с.